# اندیس مرمریت ۳۱۷۹
مرمریت ۳۱۷۹ یک اندیس مصالح ساختمانی است که در حوالی شهر شیراز استان فارس قرار دارد و مادهٔ معدنی موجود در آن، مرمریت است.